# Shōtarō Morikubo
Shōtarō Morikubo  (森久保 祥太郎?, Morikubo Shōtarō), traslitterato anche come Showtaro Morikubo, (Hachiōji, 25 febbraio 1974) è un attore, doppiatore e cantante giapponese che ha dato voce a diversi personaggi negli anime, nei drama cd e nei videogiochi.
Ha anche avuto una carriera come cantante singolo.
Nel 22 febbraio 2007 si è sposato con la sua collega doppiatrice Yū Asakawa.

## Carriera

### Ruoli noti
Ha dato voce ai seguenti personaggi in lingua giapponese:
- After War Gundam X - Willis Aramis
- Apocripha/0 - Seles
- Bakuman - Koji Makaino
- Let's & Go - Sulle ali di un turbo - Mini Yon Fighter
- Black Clover - Zagred
- BlazBlue: Cross Tag Battle - Yosuke Hanamura
- Bleach - Tensa Zangetsu
- Blue Submarine No. 6 - Verg
- Boku wa imōto ni koi o suru - Yori
- Holly e Benji - Shingo Aoi
- Cheeky Angel - Gakusan Takao
- Chosoku Spinner - Shunichi Domoto
- Cyborg 009 (serie del 2001) - Cyborg 002 / Jet Link
- Dotto Koni-Chan - High
- Dragon Ball Daima - Gomah
- D.Gray-man - Jasdero
- Excel Saga - Norikuni Iwata
- Fate/strange Fake - Alexandre Dumas
- Final Fantasy VII: Advent Children - Kadaj
- Final Fantasy Type-0 - Naghi Minatsuchi
- GetBackers - Ginji Amano
- Grandia II - Ryudo
- Granblue Fantasy - Spinnah
- Hakuouki - Okita Souji
- Hana-Kimi - Shuichi Nakatsu
- I'm Gonna Be An Angel - Raphael / Fuyuki Suzuhara
- Ichigo 100% - Sawayaka (personaggio dell'OAV, episodio 3)
- Ikki Tousen - Saji Genpō
- Serie di Jak and Daxter (versione giapponese) - Jak
- JoJo's Bizarre Adventure: All Star Battle - Akira Otoishi
- JoJo's Bizarre Adventure: Eyes of Heaven - Akira Otoishi
- JoJo's Bizarre Adventure: All Star Battle R - Akira Otoishi
- Kai Doh Maru - Raiko Minamoto
- Kikaider - Kikaider 01 / Ichiro
- Le bizzarre avventure di JoJo: Diamond is Unbreakable - Akira Otoishi
- Mars - Rei Kashino
- Melody of Oblivion - Hol
- Lodoss to Senki: Eiyū Kishi Den - Cecil
- Master Detective Archives: Rain Code - Aphex Logan
- Matantei Loki Ragnarok - Thor / Narugami
- Mega Man X5 - X, Dynamo
- Mega Man X6 - X, Dynamo
- Mega Man X7 - X
- Mighty No. 9 - Aviator
- Naruto - Shikamaru Nara
- Nerima Daikon Brothers - Ichirō
- Nier - Tyrann
- NieR Replicant ver.1.22474487139... - Tyrann
- Odin Sphere - Ingway
- One Piece - Bartolomeo
- Perfect Girl Evolution - Kyohei Takano
- Persona 4 - Yosuke Hanamura
- Persona 4 Arena - Yosuke Hanamura
- Persona 4 Arena Ultimax - Yosuke Hanamura
- Persona Q: Shadow of the Labyrinth - Yosuke Hanamura
- Persona 4: Dancing All Night - Yosuke Hanamura
- Persona Q2: New Cinema Labyrinth - Yosuke Hanamura
- PlayStation All-Stars Battle Royale - Jak
- Pretear - La leggenda della nuova Biancaneve - Gō
- Prince of Tennis - Akaya Kirihara
- Rave Master - Musica
- Rune Factory 5 - Lucas
- Rusty Rabbit - Flemy
- Samurai Gun - Ichimatsu
- Shin Megami Tensei Devil Child - Kai Setsuna
- Shining Force Neo - Max
- Sorcerous Stabber Orphen - Orphen
- Spriggan - Yu Ominae
- Super Adventure Rockman - Heat Man, Quick Man
- Tactis Ogre: Reborn - Oz Moh Glacius
- Tales of Xillia - Ivar
- Tales of Xillia 2 - Ivar
- Tales of the Rays - Ivar
- Tokyo Underground - Kashin
- Uta no Prince-sama: Maji Love 2000% - Reiji Kotobuki
- World of Final Fantasy - Cid
- Ys - Adol Christin
- Zatch Bell! - Haruhiko

### Album discografici
"Zui" è un album di Shotaro Morikubo uscito nel 2001, e contiene 10 tracce tra cui "The Answer" e "Moon Light" che vennero utilizzate nel videogioco Mega Man X6. Il concerto per questo album è intitolato "Showtaro Morikubo Live House Tour".
1. Build Up!!! [鍛]
2. Power
3. G行為 (G kōi)
4. 身体検査 (Karada kensa)
5. Rainy Day
6. The Answer
7. Hegehog Peter
8. 臆病者 (Okubyō mono)
9. Moon Light
10. End of the Sky

"Hard Spirit" è un album in collaborazione con il doppiatore Hiroki Takahashi. Ognuno di loro aveva due brani cantati singolarmente. Morikubo canta da solo in "Hurry Up Drive" e "Change or Never change", e i singoli di Takahashi sono "Thanks for..." and "Believe me".
1. CROSS CHORD
2. shootin' stars (versione del film)
3. CONTINUED (versione del film)
4. Hurry Up Drive
5. Change or Never change
6. Thanks for...
7. Believe me
8. shootin' stars (versione da singolo)
9. CONTINUED (versione da singolo)

## Famiglia
- Ha passato la maggior parte della sua infanzia con il padre e con la sorella minore.
- La maggior parte dei suoi ricordi da bambino sono il tempo passato con i suoi cugini durante l'estate e quando andava a sciare con suo padre.
- Si è sposato con la doppiatrice Yū Asakawa il 22 febbraio 2007.

## Preferenze
- Colore - Nero
- Fiore - Girasole
- Stagione - Estate
- Sigarette - Frontier Menthol
- Odia la frutta, specialmente le arance